# Al Jardine
Pour les articles homonymes, voir Jardine.
Alan Charles Jardine est un musicien américain né le 3 septembre 1942 à Lima, dans l'Ohio. Il est principalement connu en tant que membre des Beach Boys.

## Biographie
Al Jardine fait la connaissance de Brian Wilson en entrant en collision avec ce dernier lors d'un match de football américain. Les deux jeunes hommes se lient d'amitié et commencent à jouer de la musique ensemble. Jardine participe à la fondation des Beach Boys en 1961 avec Brian Wilson, ses frères Carl et Dennis et son cousin Mike Love. Il est remplacé par David Marks en février 1962, mais rejoint de nouveau le groupe dès avril 1963, à la demande de Brian Wilson.
Jardine commence à assurer le chant principal sur certaines chansons des Beach Boys en 1964. En 1965, il chante Help Me, Rhonda, qui se classe no 1 des ventes. Il écrit également des chansons à partir de la fin des années 1960, et produit certains albums du groupe. Il apparaît sur tous les albums des Beach Boys à l'exception de Surfin' U.S.A. (1963).
Après la mort de Carl Wilson, en 1998, Jardine quitte les Beach Boys, qui continuent à se produire autour de Mike Love et Bruce Johnston. Il donne des concerts sous le nom « Beach Boys Family & Friends » avec ses fils, les filles de Brian Wilson et d'autres musiciens, ce qui lui vaut un procès de la part de Mike Love, qui estime qu'il n'a pas le droit d'utiliser le nom « Beach Boys ».
Il publie son premier album solo, A Postcard from California, en 2010. En 2012, il rejoint les Beach Boys pour l'album That's Why God Made the Radio et une tournée commémorant le cinquantième anniversaire du groupe, avant de quitter, avec son ami Brian Wilson, cette formation.